# Face Noir
Face Noir est un jeu vidéo d'aventure en pointer-et-cliquer développé par Mad Orange et édité par Phoenix Online Studios, sorti en 2013 sur Windows, Mac et Linux.

## Accueil
- Adventure Gamers : 3,5/5[1]
- Destructoid : 5/10[2]